# 4-乙氧羰基苯硼酸
4-乙氧羰基苯硼酸是一种有机硼化合物，化学式为C9H11BO4。它可由4-溴苯甲酸乙酯和二硼酸反应制得。它和4-溴苯乙酮在催化下反应，可以得到4'-乙酰基联苯-4-甲酸乙酯。